# Monte Rosa SkyMarathon
Le Monte Rosa SkyMarathon est une épreuve de skyrunning disputée à Alagna en Italie. Il a été créé en 1992.

## Histoire
Le Monte Rosa SkyMarathon est créé en 1992 par Marino Giacometti et Lauri van Houten aux débuts de la discipline du skyrunning. La course à pied en altitude fait l'objet de recherches médicales qui observent les adaptations physiologiques du corps humain lors d'efforts en altitude et le mont Rose offre un terrain de jeu idéal. Lors de la première édition, de forts vents rendent l'accès au sommet dangereux et le parcours doit être raccourci. L'année suivante, le parcours complet est utilisé avec le point culminant à la cabane Reine-Marguerite à 4 554 mètres d'altitude et l'épreuve rejoint le calendrier de la saison inaugurale de la Fila Skyrunner Series,.
En 1994, Fabio Meraldi et Gisella Bendotti établissent les temps de référence en 4 h 24 et 5 h 34 respectivement. L'épreuve n'est plus reconduite après 1996,.
La course renaît en 2002, sous le nom de Monte Rosa SkyRace - Trofeo Stefano Degasparis en hommage au garde forestier du parc naturel Alta Val Sesia et Alta Val Strona décédé le 17 juin 1997 à l'âge de 39 ans. Le parcours est cependant plus court et atteint son point culminant au passo dei Salati (en) à 2 936 mètres d'altitude. Elle rejoint le calendrier de la Skyrunner World Series 2009 en tant qu'épreuve Trial.
En 2011, seuls 88 concurrents prennent le départ. Au vu de la faible participation, les organisateurs décident de ne plus reconduire l'événement l'année suivante.
La course est à nouveau relancée en 2018 mais cette fois sur le parcours d'origine. En raison des risques courus sur le sommet du mont Rose, les participants doivent présenter un dossier d'inscription et participer en équipe de deux. Les passages sur glacier nécessitent de s'encorder et d'utiliser des crampons. Une SkyRace individuelle accessible à tous est également courue cette année qui atteint son point culminant à la station supérieure du téléphérique Punta-Indren à 3 260 mètres d'altitude,,.
En 2019, un double kilomètre vertical, l'AMA VK2, remplace la SkyRace.
L'édition 2020 est annulée en raison de la pandémie de Covid-19.

## Parcours

### SkyMarathon
Le départ est donné dans le village d'Alagna Valsesia. Le parcours remonte la piste de ski jusqu'à la Bocchetta delle Pisse puis remonte jusqu'à la station supérieure du téléphérique Punta-Indren située à 3 260 m d'altitude. À partir de ce point, les concurrents doivent s'encorder et chausser leurs micro-crampons pour effectuer la partie supérieure du parcours qui poursuit la montée du mont Rose en passant par la Cabane Giovanni Gnifetti et par le col du Lys pour se diriger vers le sommet. Le parcours atteint le point culminant à la cabane Reine-Marguerite à 4 554 m d'altitude. La descente s'effectue sur le même tracé. Il mesure 35 km pour 3 500 m de dénivelé positif et négatif.

### AMA VK2
Le départ est donné dans le village d'Alagna Valsesia. Le parcours remonte la piste de ski jusqu'à la Bocchetta delle Pisse puis jusqu'à la station supérieure du téléphérique Punta-Indren située à 3 260 m d'altitude où est donnée l'arrivée. Il mesure 9 km pour 2 086 m de dénivelé positif.

## Vainqueurs

### SkyMarathon
| Édition | Date | Hommes                                              | Hommes                                              | Hommes                                              | Femmes                                              | Femmes                                              | Femmes                                              |
| ------- | ---- | --------------------------------------------------- | --------------------------------------------------- | --------------------------------------------------- | --------------------------------------------------- | --------------------------------------------------- | --------------------------------------------------- |
|         |      | Rang                                                | Athlète                                             | Temps                                               | Rang                                                | Athlète                                             | Temps                                               |
| 1re     | 1992 | 1er                                                 | Adriano Greco                                       | ?                                                   |                                                     | Gisella Bendotti Bruna Fanetti                      | ?                                                   |
| 2e      | 1993 | 1er                                                 | Ettore Champretavy                                  | 4 h 59                                              |                                                     | Gisella Bendotti                                    | ?                                                   |
| 3e      | 1994 | 1er                                                 | Fabio Meraldi                                       | 4 h 24 min 27 s                                     |                                                     | Gisella Bendotti                                    | 5 h 34 min 40 s                                     |
| 4e      | 1996 | 1er                                                 | Bruno Brunod                                        | ?                                                   |                                                     | Gisella Bendotti                                    | ?                                                   |
| 5e      | 2018 | 1er                                                 | Franco Collé William Boffelli                       | 4 h 39 min 59 s                                     | 12e                                                 | Hillary Gerardi Holly Page                          | 5 h 51 min 32 s                                     |
| 6e      | 2019 | 1er                                                 | William Boffelli Jakob Herrmann                     | 4 h 51 min 58 s                                     | 18e                                                 | Natalia Tomasiak Katarzyna Solińska                 | 6 h 38 min 14 s                                     |
| -       | 2020 | Course annulée en raison de la pandémie de Covid-19 | Course annulée en raison de la pandémie de Covid-19 | Course annulée en raison de la pandémie de Covid-19 | Course annulée en raison de la pandémie de Covid-19 | Course annulée en raison de la pandémie de Covid-19 | Course annulée en raison de la pandémie de Covid-19 |
| 7e      | 2021 | 1er                                                 | William Boffelli Nadir Maguet                       | 4 h 45 min 58 s                                     | 16e                                                 | Lina El Kott Sanna El Kott                          | 6 h 22 min 12 s                                     |
| 8e      | 2022 | 1er                                                 | Franco Collé Tadei Pivk                             | 5 h 11 min 35 s                                     | 18e                                                 | Stephanie Kröll Karina Carsolio                     | 6 h 43 min 31 s                                     |
| 9e      | 2023 | 1er                                                 | Tadei Pivk William Boffelli                         | 4 h 29 min 20 s                                     | 23e                                                 | Elisabetta Negra Giulia Zanovello                   | 6 h 42 min 33 s                                     |
| 10e     | 2024 | 1er                                                 | Tadei Pivk William Boffelli                         | 4 h 41 min 23 s                                     | 8e                                                  | Martina Valmassoi Giuditta Turini                   | 6 h 13 min 1 s                                      |
| 11e     | 2025 | 1er                                                 | William Boffelli Roberto Delorenzi                  | 4 h 38 min 9 s                                      | 14e                                                 | Lina El Kott Sanna El Kott                          | 6 h 17 min 3 s                                      |

### SkyRace
| Édition | Date | Hommes | Hommes          | Hommes          | Femmes | Femmes              | Femmes          |
| ------- | ---- | ------ | --------------- | --------------- | ------ | ------------------- | --------------- |
|         |      | Rang   | Athlète         | Temps           | Rang   | Athlète             | Temps           |
| 1re     | 2002 | 1er    | Jean Pellissier | 2 h 56 min 30 s |        | Gisella Bendotti    | 3 h 35 min 59 s |
| 2e      | 2003 | 1er    | Bruno Brunod    | 2 h 48 min 3 s  |        | Gisella Bendotti    | 3 h 38 min 25 s |
| 3e      | 2004 | 1er    | Lucio Fregona   | 2 h 40 min 49 s |        | Gloriana Pellissier | 3 h 23 min 31 s |
| 4e      | 2005 | 1er    | Fulvio Dapit    | 2 h 51 min 43 s |        | Gisella Bendotti    | 3 h 33 min 44 s |
| 5e      | 2006 | 1er    | Lucio Fregona   | 2 h 46 min 3 s  |        | Vera Soukhova       | 3 h 26 min 31 s |
| 6e      | 2007 | 1er    | Lucio Fregona   | 2 h 45 min 36 s |        | Gisella Bendotti    | 3 h 24 min 35 s |
| 7e      | 2008 | 1er    | Paolo Bert      | 2 h 17 min 3 s  | 10e    | Emanuela Brizio     | 2 h 40 min 17 s |
| 8e      | 2009 | 1er    | Fulvio Dapit    | 3 h 7 min 2 s   | 11e    | Emanuela Brizio     | 3 h 37 min 15 s |
| 9e      | 2010 | 1er    | Tadei Pivk      | 2 h 59 min 20 s | 12e    | Emanuela Brizio     | 3 h 35 min 8 s  |
| 10e     | 2011 | 1er    | Fulvio Dapit    | 3 h 13 min 15 s | 15e    | Gisella Bendotti    | 4 h 11 min 54 s |
| 11e     | 2018 | 1er    | Eddj Nani       | 2 h 40 min 59 s | 8e     | Iwona Januszyk      | 3 h 16 min 4 s  |

### AMA VK2
| Édition | Date | Hommes                                              | Hommes                                              | Hommes                                              | Femmes                                              | Femmes                                              | Femmes                                              |
| ------- | ---- | --------------------------------------------------- | --------------------------------------------------- | --------------------------------------------------- | --------------------------------------------------- | --------------------------------------------------- | --------------------------------------------------- |
|         |      | Rang                                                | Athlète                                             | Temps                                               | Rang                                                | Athlète                                             | Temps                                               |
| 1re     | 2019 | 1er                                                 | Nadir Maguet                                        | 1 h 42 min 1 s                                      | 10e                                                 | Iris Pessey                                         | 2 h 5 min 36 s                                      |
| -       | 2020 | Course annulée en raison de la pandémie de Covid-19 | Course annulée en raison de la pandémie de Covid-19 | Course annulée en raison de la pandémie de Covid-19 | Course annulée en raison de la pandémie de Covid-19 | Course annulée en raison de la pandémie de Covid-19 | Course annulée en raison de la pandémie de Covid-19 |
| 2e      | 2021 | 1er                                                 | Damiano Lenzi                                       | 1 h 32 min 13 s                                     | 9e                                                  | Hillary Gerardi                                     | 1 h 58 min 57 s                                     |
| 3e      | 2022 | 1er                                                 | Marcello Ugazio                                     | 1 h 35 min 56 s                                     | 17e                                                 | Noémie Grandjean                                    | 2 h 8 min 24 s                                      |
| 4e      | 2023 | 1er                                                 | Marcello Ugazio                                     | 1 h 41 min 34 s                                     | 9e                                                  | Corinna Ghirardi                                    | 2 h 0 min 32 s                                      |
| 5e      | 2024 | 1er                                                 | Roberto Delorenzi                                   | 1 h 43 min 17 s                                     | 6e                                                  | Maria Dimitra Theocharis                            | 2 h 3 min 3 s                                       |
| 6e      | 2025 | 1er                                                 | Daniel Thedy                                        | 1 h 30 min 32 s                                     | 8e                                                  | Victoria Kreuzer                                    | 1 h 57 min 0 s                                      |